# Dragons - L'inizio delle corse dei draghi
Dragons - L'inizio delle corse dei draghi (Dawn of the Dragon Racers) è un cortometraggio animato del 2014 diretto da Elaine Bogan e John Sanford.
Cortometraggio prodotto dalla DreamWorks Animation, basato sul franchise di Dragon Trainer presenta le voci di Jay Baruchel e America Ferrera insieme al cast della serie televisiva. Si tratta di una caccia per una pecora smarrita che si trasforma in una competizione tra Hiccup e i suoi amici per il primo titolo di campione delle corse dei draghi di Berk.
Nell'edizione italiana viene confermato tutto il cast dei film e della serie con la sola importante sostituzione di Letizia Scifoni con Chiara Gioncardi per il personaggio di Astrid, i motivi di questa sostituzione sono ignoti. Il mediometraggio è stato trasmesso in prima visione televisiva il 29 novembre 2014 in orario preserale su Italia 1, al termine della prima settimana di messa in vendita dell'edizione home-video di Dragon Trainer 2.

## Trama
Il cortometraggio si apre poco prima gli eventi della serie televisiva, "Oltre i confini di Berk", dove Hiccup e Moccicoso competono e praticano la cattura delle pecore per l'annuale corsa di draghi, il nuovo e ufficiale evento sportivo di Berk. In seguito, Testaditufo ha appena terminato la sua nuova vernice per il viso dall'aspetto inquietante che sconvolge Astrid, Hiccup e Sdentato. Testaditufo prende in giro il nuovo trucco che Gambedipesce ha applicato sul viso, dicendogli che sembra un bersaglio; Gambedipesce spiega che in realtà è lo stemma della famiglia Ingerman.
Moccicoso arriva incoraggiato dicendo che il suo nuovo Lancia Pecore finalmente funziona, e Astrid sottolinea che ci sono voluti trentadue tentativi per farlo funzionare. Segue poi una sequenza di lanci di pecore, il che fa vedere la pecora, che indossando un elmo, sia invulnerabile al dolore mentre atterra in diversi luoghi. Moccicoso decide che il Lancia Pecore è pronto per la corsa di draghi. Astrid si lamenta e chiede da quando ha preso tale decisione; Moccicoso afferma che è stato lui a creare questo sport. Hiccup e Astrid negano rapidamente questa affermazione, dicendo che non è come lo ricordano. Astrid cerca di ricordare gli eventi di come e chi ha inventato la corsa di draghi.
Si passa a un flashback, poco dopo gli eventi della seconda stagione della serie televisiva in cui i cavalieri sono ancora nella loro adolescenza. Berk si sta preparando per la tradizionale gara di barche annuale chiamata "Grande Regata" che inizierà a giorni, quando improvvisamente un branco di pecore corre in tutto il villaggio, causando problemi. Hiccup chiede a Skaracchio cosa sta succedendo, e Skaracchio spiega che dopo Sven il Muto (ora soprannominato "non più così muto") ha rotto il suo silenzio, e il gregge ha votato di non essere molto soddisfatto della sua nuova voce stridula. Stoick e Skaracchio lottano per radunare le pecore, così Stoick ordina a Hiccup e alla banda di radunare le pecore mentre si prepara per la Grande Regata; giurando che se dovesse sentire ancora Sven urlare, si metterà l'uncino di Skaracchio attraverso la propria testa solo per porre fine alla tortura.
Mentre sono in procinto di catturare le pecore, i Cavalieri finiscono in una competizione improvvisata l'uno contro l'altro per ottenere quante più pecore possibile; tornano tutti al recinto e scoprono che hanno tre pecore ciascuno. Astrid sottolinea che non esiste un vincitore in questa "competizione". Sven arriva gridando, allarmato dal fatto che la sua preziosa pecora nera sia ancora dispersa e sperando che non sia ricaduta un'altra volta nel pozzo. Hiccup promette a Sven che ritroverà la sua pecora nera e ripete ai Cavalieri che non è una competizione, e si lanciano in aria: con l'eccezione di Gambedipesce, gli altri sono già decollati. Qualche istante dopo, Moccicoso e Hiccup individuano la pecora e corrono verso di essa. Proprio mentre Hiccup sta per afferrare la pecora nelle sue grinfie, Skaracchio blocca il suo percorso e si scontrano, permettendo a Moccicoso di reclamare la pecora nera. Hiccup chiede a Skaracchio cosa sia così urgente, e mentre cerca di ricordare, Stoick chiama Hiccup per andare ad incontrarlo, il che era proprio quello che Skaracchio voleva dire a Hiccup.
Stoick si prepara a salpare al molo e informa Hiccup che sarà via per diversi giorni a prendere della legna sull'Isola di Loki: il legname è più leggero e più forte di qualsiasi altro legno che conoscono e con il quale costruirà la nave per la Grande Regata. Egli nomina Hiccup a supervisionare i preparativi per la Regata al posto suo, e Hiccup non è entusiasta perché pensa che sia noioso preparare le bancarelle, sistemare gli striscioni e fare entusiasmare gli animi per guardare delle barche che navigano lentamente nel porto. Stoick si giustifica dicendo che i vichinghi hanno sempre avuto qualcosa per cui combattere e che la Regata è un'ottima occasione per placare gli animi. Proprio mentre Stoick se ne va, Gambedipesce si avvicina ad Hiccup, dicendo che è felice per lui, visto che considera il comando della Regata come un onore. Gambedipesce aiuta poi Muscolone a salire su una nave coperta da un grande panno, nascondendo ciò su cui sta lavorando. Gambedipesce si considera un marinaio nel cuore ed è entusiasta di essere finalmente abbastanza grande per competere; lui e Muscolone lavoreranno sulla loro nave fino alla regata.
Nel frattempo, all'Accademia, Testaditufo sta pianificando alcune regole per la gara delle pecore con i Cavalieri, ma viene interrotta mentre Hiccup arriva a malincuore, proibendo loro di portare avanti il loro piano dato che ha gli ordini severi di Stoick di prepararsi per la Regata. Il giorno dopo, Hiccup scopre che i Cavalieri hanno disobbedito al suo ordine e hanno continuato a catturare le pecore. Gli abitanti del villaggio si stanno godendo la gara di cattura delle pecore dei Cavalieri e dicono che è molto meglio della Regata. Più tardi, gli abitanti del villaggio si riuniscono nella Grande Sala, diventando irrequieti per l'intrattenimento e vogliono vedere di nuovo la corsa di draghi. Hiccup, grazie a Sdentato, riesce ad zittire la folla, poi cerca di riacquistare il loro entusiasmo per la regata ma senza successo.
Ispirata dai gemelli, la folla vuole un'altra corsa di draghi. Astrid dice poi a Hiccup che Stoick non tornerà per alcuni giorni e sottolinea che la corsa di draghi è anche un ottimo modo per sfogarsi. Non vedendo altra opzione, Hiccup accetta di organizzare un'altra corsa di draghi. Mentre Hiccup indica la posizione di partenza della gara, Moccicoso e i gemelli suggeriscono che ci dovrebbero essere delle squadre. Moccicoso dice che le squadre sono già state decise, con Moccicoso e le gemelle da una parte e Astrid, Hiccup e Gambedipesce dall'altra. I gemelli menzionano poi il nome della loro squadra, Testedimoccio. Hiccup e Astrid poi vanno a prendere Gambedipesce, ma dopo aver preso in giro il nome Testedimoccio rifiuta di unirsi alla gara mentre lui e Muscolone sono ancora troppo occupati a prepararsi per la Regata, rifiutandosi di rinunciare alla tradizione di famiglia.
La gara inizia quando Gothi lascia cadere la bandiera che segnala l'inizio della gara. Partirono tutti immediatamente e un vichingo segnalò a Sven di liberare le pecore. All'inizio della gara, Hiccup riesce a ottenere una pecora, ma i gemelli riescono a ottenerne due. Nel frattempo, Astrid e Moccicoso avvistano una pecora e corrono a testa alta per acciuffarla, ed entrambi sono implacabili a girarsi solo fino a quando Moccicoso si ritira, temendo la collisione, permettendo ad Astrid di prendere la pecora. A fine gara i punteggi sono contati e le squadre sono tutte pari. Non appena viene detto da Mulch, i Cavalieri si dirigono verso la pecora nera come se fosse spareggio. Sia Hiccup che i gemelli non riescono a catturare la pecora, e poco dopo Astrid e Moccicoso avvistano la pecora nera creando un'altra testa in gara. Proprio come i due cavalieri sono a pochi secondi dalla pecora nera, l'animale sviene, diventando inaspettatamente un bersaglio statico.
Poco dopo, Astrid e Moccicoso si scontrano mentre nessuno dei due si ritira, e questo fa sì che il braccio di Astrid si ferisca. Moccicoso vola per andare a prendere Gothi, ma sta ancora pensando al gioco e afferra la pecora nera. Moccicoso poi si imbatte in un ramo e viene buttato giù da Zannacurva; la pecora atterra in modo sicuro su di lui. Qualche tempo dopo, nella Grande Sala, la tranquilla corsa di draghi fa sì che gli abitanti del villaggio richiedano un'altra corsa di draghi, ma Hiccup dice agli abitanti del villaggio che l'accordo era solo un'altra corsa di draghi e poi la Regata. Tuttavia, gli abitanti del villaggio non ne sono soddisfatti e continuano a gridare per un'altra corsa di draghi. Improvvisamente, Moccicoso annuncia che Hiccup ha ragione, ma lo prende in giro dicendo che non è in grado di battere la squadra delle Testedimoccio.
Astrid vuole eseguire la corsa di draghi con Hiccup, ma è ancora ferita e non può correre il rischio. Moccicoso sottolinea che non c'è nessuna rivincita in ogni caso poiché Hiccup non ha un compagno di squadra, ma Hiccup è comunque deciso a continuare la gara, quindi chiede ancora una volta a Gambedipesce di unirsi alla sua squadra. All'inizio Gambedipesce rifiuta mentre sta dando gli ultimi ritocchi sulla sua nave. Dopo aver svelato la piccola nave togliendo il telo, Sdentato non può fare a meno di ridere delle decorazioni. Gambedipesce naviga lentamente in mare con Muscolone, ma Muscolone inizia subito a sentirsi male in mare e vomita lava, facendo affondare immediatamente la nave. Gambedipesce cambia rapidamente idea e accetta l'offerta di Hiccup.
Entrambi partono per l'Accademia dove sta per iniziare la competizione. Proprio mentre la bandiera sta per essere sganciata, all'improvviso Stoick ha sentito urlare il nome di Hiccup: è tornato prima del previsto. Stoick sembra essere scioccato nel vedere che questa non è la Regata che si aspettava. Hiccup spiega che a volte bisogna fare scelte difficili per il bene della gente, e una di quelle scelte difficili è sostituire il tradizionale evento della Regata con le corse di draghi. Stoick chiede se ha fatto tutto da solo, e Hiccup, vedendo gli altri cavalieri voltargli le spalle, non ha altra scelta che dire di essere il colpevole. Invece di punire Hiccup per non aver rispettato il suo ordine, Stoick gli consente di procedere con l'evento, ma solo se lo fanno nel modo giusto. Entrambe le squadre hanno messo la vernice del viso, la vernice verde per la squadra delle Testedimoccio e la vernice rossa per la squadra delle "GambepiHics" (Gambedipesce ha scelto questo nome). Stoick spiega che i visi truccati danno ai concorrenti e al gioco le sembianze di un guerriero.
Stoick annuncia alla folla attorno all'accademia l'inizio della prima corsa annuale di draghi e spiega che ogni pecora bianca vale un punto, mentre la pecora nera ne vale cinque. Per assicurarsi che non si verifichino imbrogli (guardando in particolare i gemelli), Stoick nomina Astrid come arbitro. Stoick proclama quindi che la squadra che vincerà la corsa avrà il suo ritratto appeso nella Grande Sala e una festa in loro onore. Gothi lascia cadere la bandiera e la corsa ha inizio.
Moccicoso riesce rapidamente ad afferrare una pecora, mentre Hiccup ne afferra una, e i gemelli ne afferrano due e ne vantano a Hiccup. Ma Gambedipesce arriva portando due pecore. Entrambe le squadre abbandonano le loro pecore all'Accademia. Hiccup vede una pecora piazzata su una zattera sull'acqua, ma Moccicoso arriva per afferrarla prima di lui. Hiccup imposta rapidamente la coda di Sdentato per aumentare la velocità ed è in grado di prendere la pecora prima di Moccicoso. Nel frattempo, i gemelli tentano di imbrogliare rubando delle pecore che non appartengono a Sven il Muto per raddoppiare rapidamente il loro punteggio, ma Astrid arriva prima che loro possano afferrarne qualcuna. Testaditufo protesta con "se non si imbroglia non c'è gusto"; e Astrid li caccia grazie alle spine di Tempestosa.
Nel frattempo, Gambedipesce e Hiccup individuano una pecora su una montagna e Gambedipesce tenta di afferrarla, ma la pecora salta scivolando giù per la montagna. Cade in un crepaccio, ma fortunatamente Hiccup e Sdentato erano già lì per salvarla. Quando viene proclamato da Astrid che le squadre sono pari, Stoick annuncia che chiunque trovi la pecora nera vince. I gemelli parlano tranquillamente l'un l'altro per mettere in azione il loro "Piano Super Segreto". Gambedipesce quindi ha un'idea di dove potrebbe essere la pecora nera, ricordando ciò che Sven ha detto in precedenza riguardo alla pecora nera che cade sempre nel pozzo. I volontari di Gambedipesce scendono nel pozzo e la cercano, mentre Hiccup aspetta in alto. I gemelli volano poi con la pecora nera che colpisce Hiccup.
Questo fa sì che la squadra delle Testedimoccio vinca la corsa, e Moccicoso applaude con eccitazione alla vittoria della sua squadra. Sebbene deluso, Hiccup applaude. Hiccup si congratula con Moccicoso, che gongola e prende in giro Hiccup. Ma proprio mentre stanno per prendere la loro vittoria, Gambedipesce arriva con la vera pecora nera, confondendo tutti. Sven dice a Stoick che c'è solo una pecora nera nel suo gregge e la squadra delle Testedimoccio afferma di averla. Testaditufo poi mette la sua faccia sul fianco della pecora nera e rivela che avevano imbrogliato, dipingendo una pecora normale con vernice nera. Annunciato da Astrid, la vittoria della squadra delle Testedimoccio passa alla squadra delle GambepiHics, diventando così i primi campioni ufficiali dalla corsa di draghi. L'evento si chiude quando Sdentato spara tre raffiche di colpi al plasma in cielo, abbagliando la folla. Poi Stoick allevia Hiccup dicendogli che è sollevato dalla carica di "nuovo capo" e Hiccup parte subito prima che suo padre possa cambiare idea.
Il flashback finisce e si ritorna al tempo presente, con Hiccup che conclude che tecnicamente è stato Testaditufo ad inventare la corsa di draghi (perché è stato lui a inventare gran parte delle regole) umiliando Hiccup e Gambedipesce, e in particolare Moccicoso, che è profondamente depresso. Hiccup cerca di rallegrare Moccicoso dicendogli che ognuno di loro ha fatto qualcosa, e e che Moccicoso ha fatto l'imbroglio. Mentre Moccicoso afferma felicemente di aver imbrogliato, i gemelli interrompono dicendo che Moccicoso in realtà non sapeva cosa stavano facendo, e non sapeva nulla del piano segreto. Quando Hiccup dice loro che sono stati tutti loro ad inventare le corse di draghi, e Testaditufo sostiene ancora che Moccicoso non ha fatto nulla. Furioso, Moccicoso lancia una pecora a Testaditufo, e sottolinea che almeno ha inventato il Lancia Pecore. Poi si sente un suono, che indica che è tempo che la corsa di draghi sta per iniziare e che i Cavalieri devono andare ai posti di partenza.
E così, grazie a loro è nata una nuova tradizione a Berk.

## Distribuzione

### Edizioni home video
È stato rilasciato l'11 novembre 2014, in DVD / Blu-ray / Blu-ray 3D di Dragon Trainer 2. È stato rilasciato su DVD separatamente il 3 marzo 2015 includendo anche i cortometraggi La leggenda del drago Rubaossa e Il libro dei draghi.